# Калоян Кръстев
Калоян Кръстев е български футболист, централен нападател на Черноморец (Бургас) и на Националния отбор на България.

## Кариера
Кръстев е роден в София през 1999 година. Започва да тренира футбол в ДЮШ на ЦСКА, но по-късно се присъединява към тази на ПФК Славия (София). Преминава през всички възрастови формации на Славия, където се налага на поста нападател.
Благодарение на своите изяви, е привлечен в първия тим на отбора, като дебютира за първия състав на 16 годишна възраст, когато на 7 декември 2015 при победата с 3:0 над ПФК Локомотив (Пловдив).
През първия си сезон 2015/16 изиграва 10 мача за тима, сезон 2016/17 записва 29 мача с 1 гол за отбора. Дебютен гол за тима бележи на 15 април 2017 при победата с 4:3 над Монтана. На 3 април 2017 подписва първи професионален договр със Славия София. През сезон 2017/18 добавя нови 23 мача с 3 гола за тима. Носител на купата на България за сезон 2017/18 със Славия София. На 24 януари 2018 подписва договор с Болоня Италия след като е закупен за милион и половина евро. В този период играе за Примаверата на тима, като за сезони 2017/18 и 2018/19 изиграва общо 33 мача с 10 гола. От 1 юли 2019 до 31 август 2020 се завръща в Славия София под наем, а от 1 септември подписва нов договор с тима на Славия София. През сезони 2019/2020, 2020/21 и началото на 2021/22 изиграва нови 52 мача с 6 гола за белия тим, с което закръгля сметката си на 114 мача с 9 гола.
На 31 август 2021 подписва с ПФК ЦСКА (София).

### Национален отбор
В периода 2015 – 2016 изиграва 5 мача с 1 гол за националния отбор на България до 17 години. През 2017 изиграва 1 мач за формацията ни до 18 години. През 2017 играе основна роля в квалификациите за Европейското първенство до 19 години, като вкарва гол на Франция за победата с 2:1 и 2 гола на Босна и Херцеговина при победата с 3:1. Изиграва общо 15 мача с 8 гола за националния ни отбор до 19 години в периода от 2016 до 2018.
От 2017 до 2020 играе и за националния ни отбор до 21 години като изиграва 20 мача с 2 гола.
На 23 август 2021 е включен в групата на националния отбор на България за мачовете с Италия и Литва.